# Dryopteris corleyi
Dryopteris corleyi är en träjonväxtart som beskrevs av Fraser-jenkins. Dryopteris corleyi ingår i släktet Dryopteris och familjen Dryopteridaceae. Inga underarter finns listade.